# Muscle supra-épineux
 (novembre 2022).
Si vous disposez d'ouvrages ou d'articles de référence ou si vous connaissez des sites web de qualité traitant du thème abordé ici, merci de compléter l'article en donnant les références utiles à sa vérifiabilité et en les liant à la section « Notes et références ».

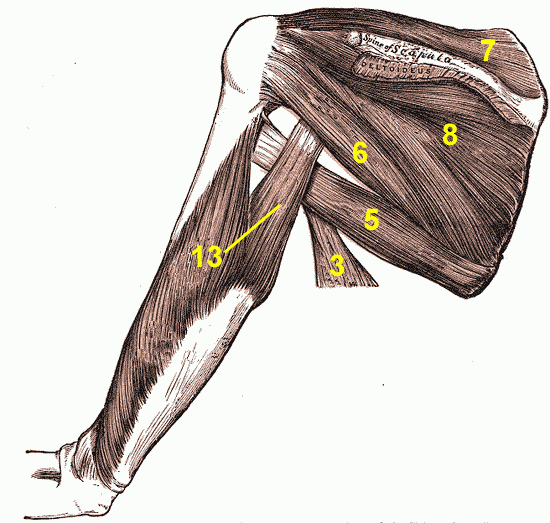
Muscles de la face postérieure du bras et de l'épaule gauche, le muscle supra-épineux est le n°7.

Le muscle supra-épineux (ou muscle sus-épineux) est un muscle pair postérieur de l'épaule. Avec les muscles sous-scapulaire, infra-épineux et petit rond, il compose la coiffe des rotateurs.

## Structure
Le muscle supra-épineux est plat triangulaire de base médiale et de sommet latéral.

## Origine
Le muscle supra-épineux se fixe au-dessus de l'épine de la scapula dans les 2/3 médiaux de la fosse supra-épineuse.

## Trajet
Le muscle supra-épineux est horizontal de dedans en dehors, passe sous le ligament coraco-acromial et adhère à la face supérieure de la capsule articulaire de l'articulation gléno-humérale.

## Terminaison
Le muscle supra-épineux se termine sur la face supérieure du grand tubercule de l'humérus.

## Innervation
Le muscle supra-épineux est innervé par le nerf supra-scapulaire issu du tronc supérieur du plexus brachial (Racines C5, C6).

## Action

Action du muscle supra-épineux.

Le muscle supra-épineux  est abducteur accessoire de l'épaule avec le muscle deltoïde.
Même si on a longtemps considéré qu'il était l'initiateur du mouvement de l'abduction, il semble que cela ne soit pas le cas. En effet, il aurait une composante stabilisatrice marquée, permettant un centrage permanent de la tête humérale au sein de la glène. Il empêche l'action d'élévation du moignon de l'épaule dû à la contraction du muscle deltoïde. Il amène donc le deltoïde à faire une abduction. Il restera tout de même contracté par la suite.
Ce muscle est synergique du deltoïde. C'est donc un muscle agoniste hétéronyme du muscle deltoïde (même rôle mais insertions différentes).

## Aspect clinique
La rupture du tendon du muscle supra-épineux entre dans les pathologies de rupture de la coiffe des rotateurs car il adhère à la capsule au niveau de son tendon terminal.

## Galerie

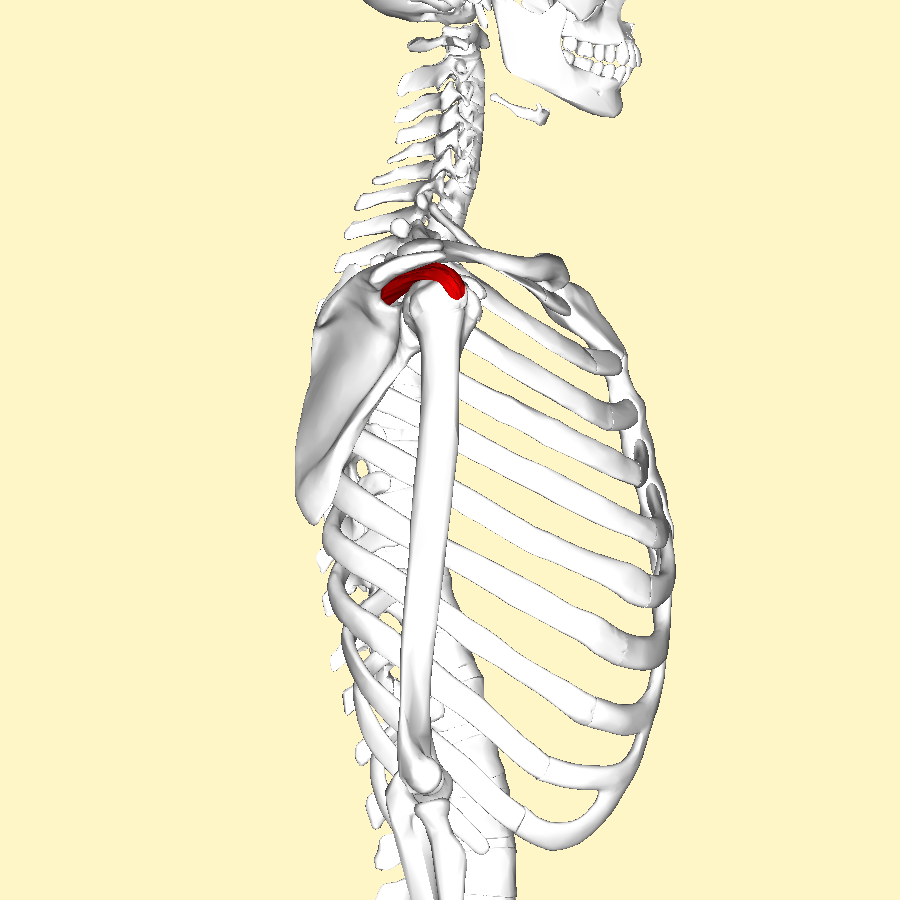
Vue latérale.
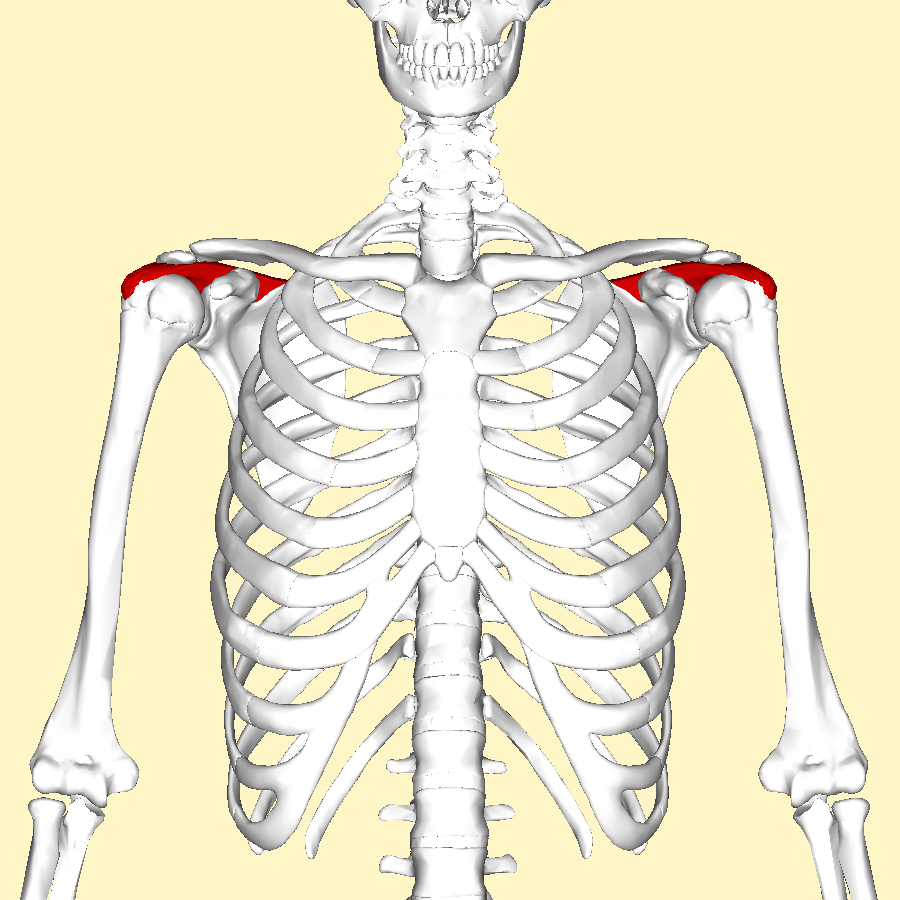
Vue antérieure

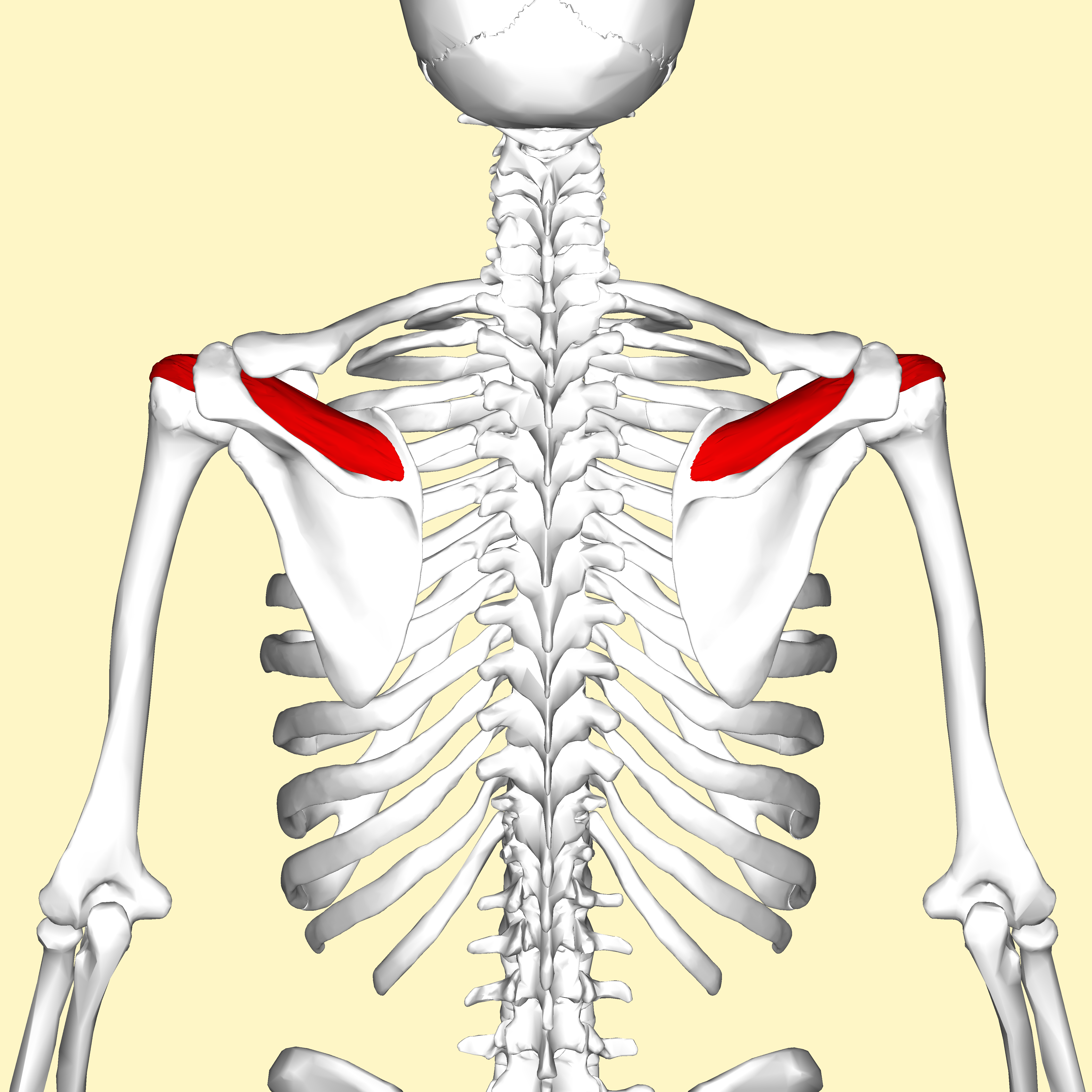
Vue postérieure
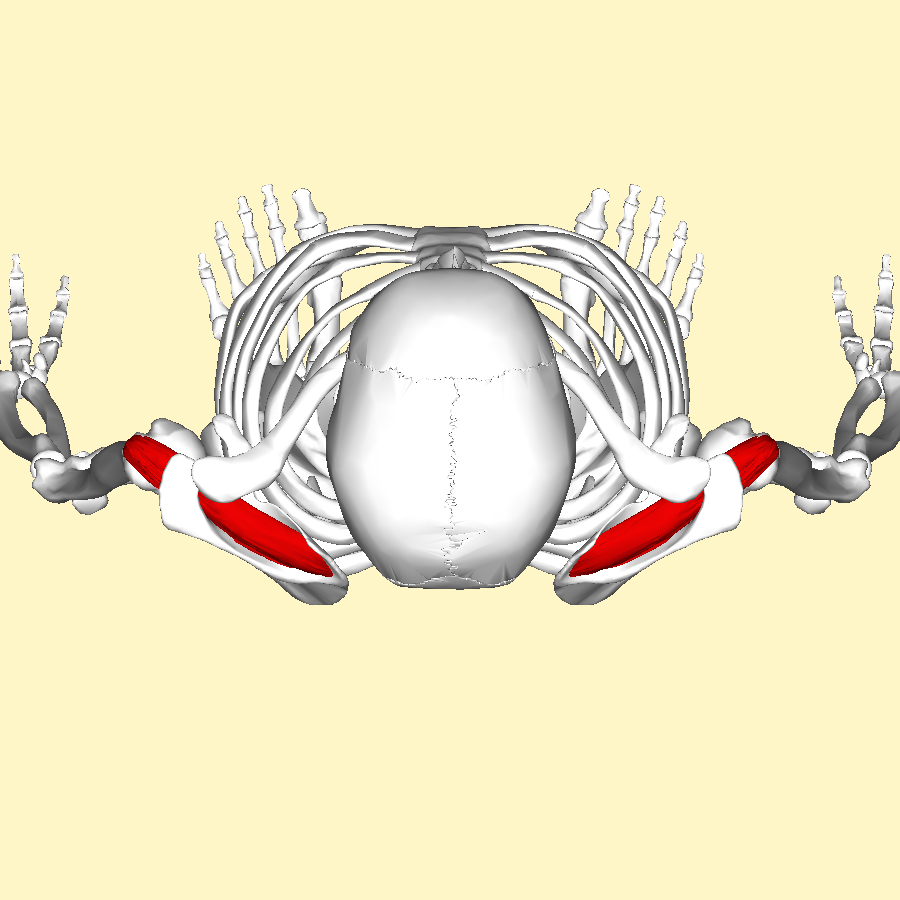
Vue supérieure

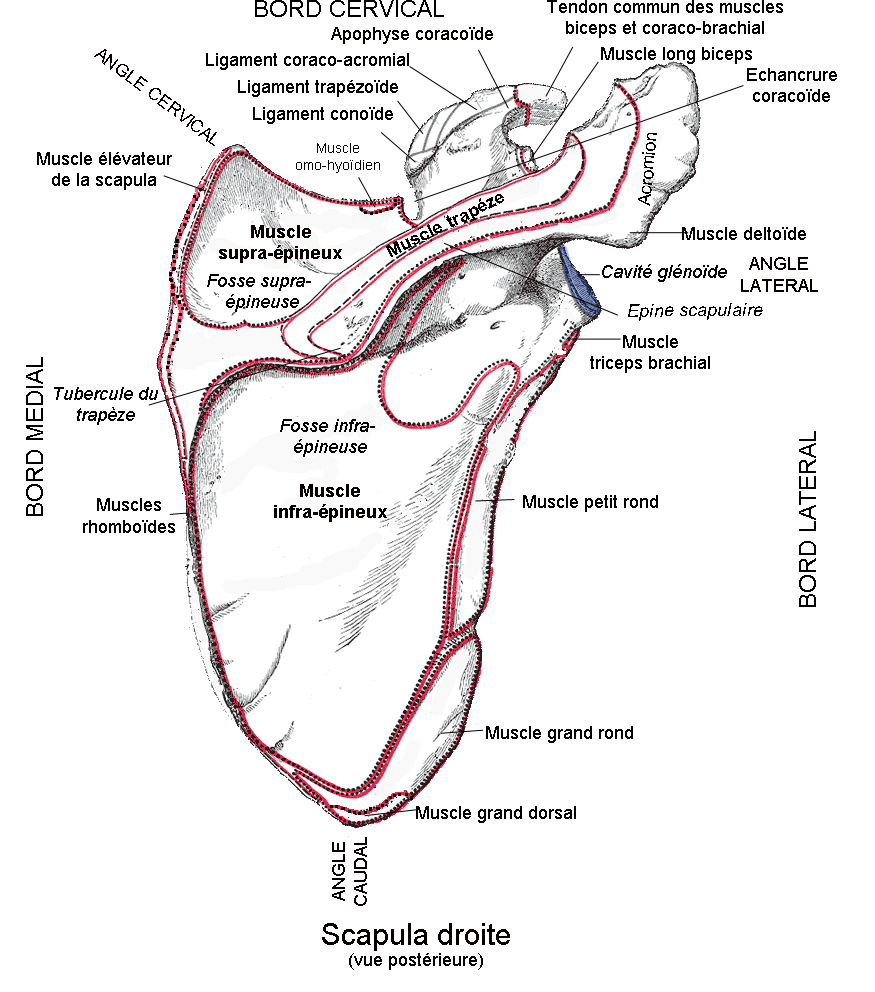
Insertion scapulaire du muscle supra-épineux
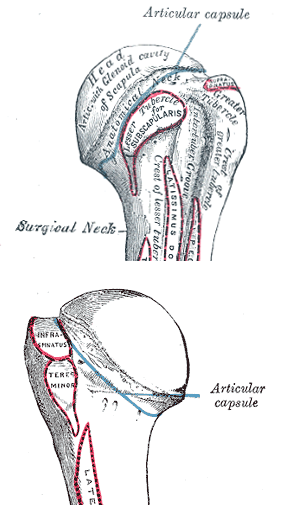
Insertion humérale du muscle supra-épineux